# Riken
Riken (jap. 理研) pełna nazwa: Rikagaku Kenkyūjo (jap. 理化学研究所 Instytut Badań Fizycznych i Chemicznych) – multidyscyplinarny japoński instytut badawczy, z główną siedzibą w Wakō w pobliżu Tokio.

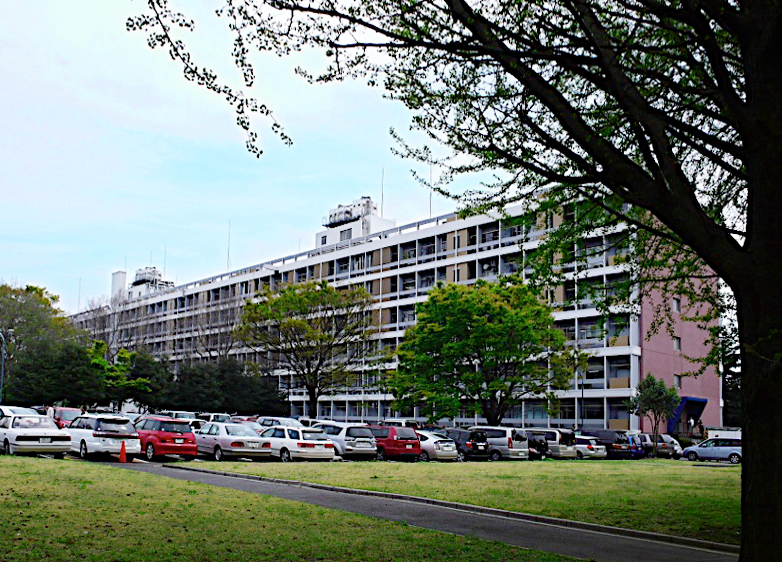
Główna siedziba Riken w Wakō

Instytut prowadzi badania z zakresu fizyki, chemii, biologii, medycyny, inżynierii i informatyki, obejmujące zarówno badania podstawowe, jak i wdrożeniowe. Jest w znacznej części finansowany przez japoński rząd. Zatrudnia około 3 tys. pracowników, a jego roczny budżet wynosi około 93 mld ¥.
Znajduje się tu między innymi:
- SPring-8 (Super Photon Ring 8GeV) – jedno z największych na świecie źródeł promieniowania synchrotronowego;
- Riken Genomic Sciences Center – instytut genomiki, który brał udział w projekcie poznania ludzkiego genomu;
- Next-Generation Supercomputer R&D Center – centrum superkomputerowe, w którym działa K computer o mocy obliczeniowej 10,51 PFLOPS[2].

Dotychczas dwóch pracowników Riken uzyskało nagrodę Nobla: Hideki Yukawa i Shin’ichirō Tomonaga.

## Historia

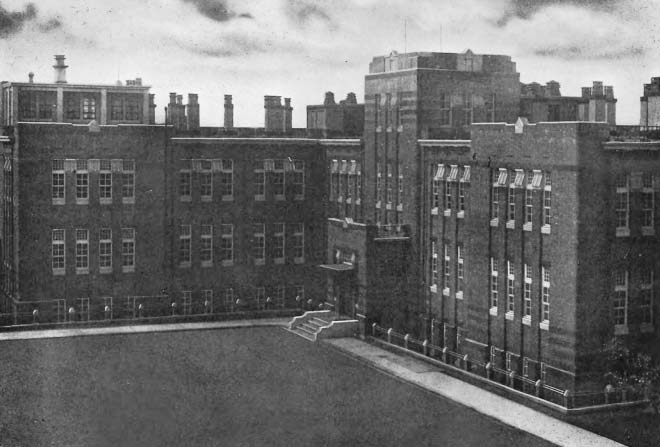
Instytut Riken przed II wojną światową

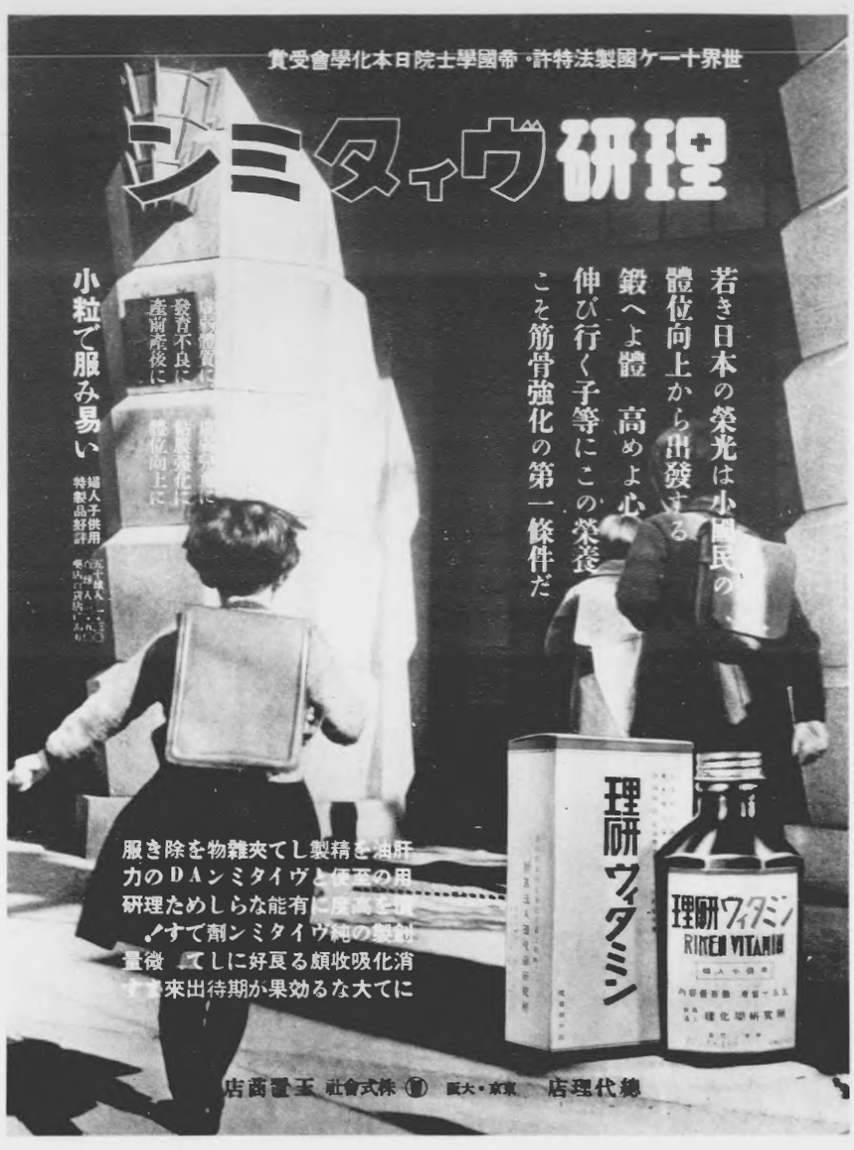
Reklama produkowanej w Riken witaminy A z 1938 r.

W 1913 japoński chemik Jōkichi Takamine jako pierwszy zaproponował powołanie narodowego instytutu naukowego Japonii. Decyzja o utworzeniu Riken została zatwierdzona w 1915 przez Zgromadzenie Narodowe Japonii, a w 1917 Riken został powołany do istnienia.
Początkowo Riken było fundacją (zaidan-hōjin) utrzymywaną przez prywatnych sponsorów, państwo oraz rodzinę cesarską. W 1927 roku powołano koncern Riken (zaibatsu) – grupę przedsiębiorstw komercjalizujących osiągnięcia naukowe instytutu. W momencie największego rozkwitu w 1939 roku, koncern był właścicielem 121 fabryk i 63 przedsiębiorstw, w tym Riken Kankōshi (obecnie Ricoh).
W czasie II wojny światowej w Riken prowadzono badania nad budową bomby atomowej. W kwietniu 1945 roku Stany Zjednoczone zbombardowały laboratoria Riken w Komagome, a w listopadzie, po zakończeniu wojny, zniszczyły dwa zbudowane w Riken cyklotrony.
Po wojnie USA zlikwidowały koncern Riken. Ponownie został on powołany do istnienia w 1958 roku jako przedsiębiorstwo publiczne utrzymywane z budżetu państwa. W 1963 roku jego siedzibę przeniesiono do Wakō w prefekturze Saitama. Od lat 80. XX wieku Riken rozpoczął intensywną ekspansję, tworząc kolejne sześć siedzib, m.in. w: Tsukubie, Jokohamie i Kōbe.
W instytucie tym został odkryty pierwiastek o liczbie atomowej 113 (nihon).